# ليو ياسناغا
ليو ياسناغا (باليابانية: 安永 玲央) (مواليد 19 نوفمبر 2000) هو لاعب كرة قدم ياباني.

## وصلات خارجية
- ليو ياسناغا على موقع رابطة كرة القدم اليابانية للمحترفين (اليابانية)
- ليو ياسناغا على موقع قاعدة بيانات كرة القدم.إي يو (الإنجليزية)
- ليو ياسناغا على موقع Soccerway.com (الإنجليزية)
- ليو ياسناغا على موقع عالم كرة القدم.نت (الإنجليزية)